# آئروفون
آئروفون (aerophone) رده‌ای از سازها است که تولید صدا در آنها با ارتعاش هوا صورت می‌گیرد.
به خانواده‌ای از آئروفون‌ها که تولید صدا در آنها با به ارتعاش درآوردن هوای محیط صورت می‌گیرد «آئروفون‌های آزاد» گفته می‌شود.

## نگارخانه

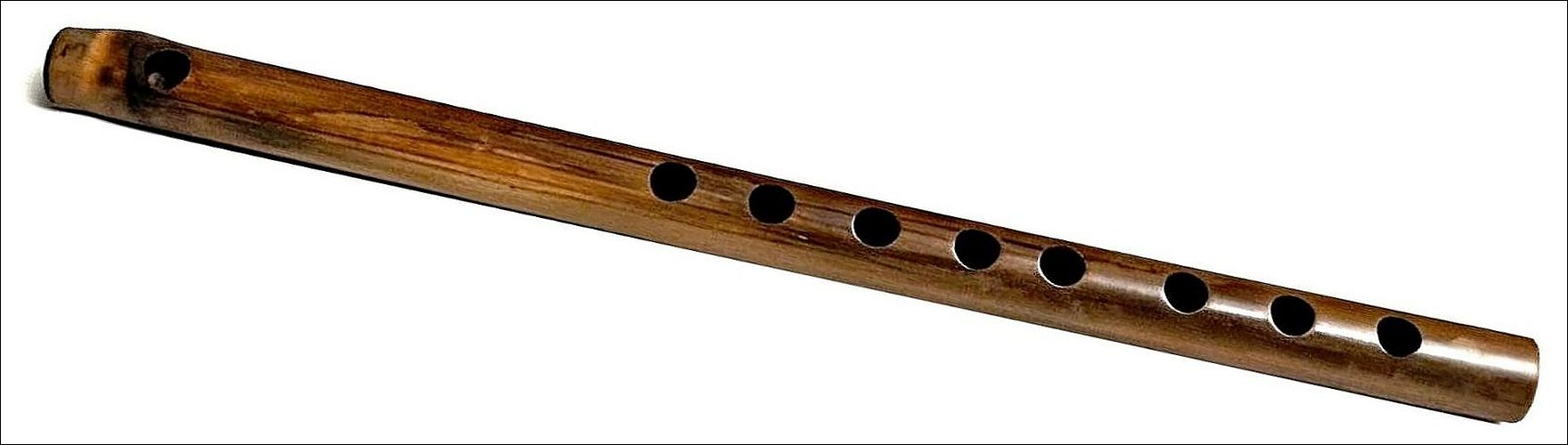
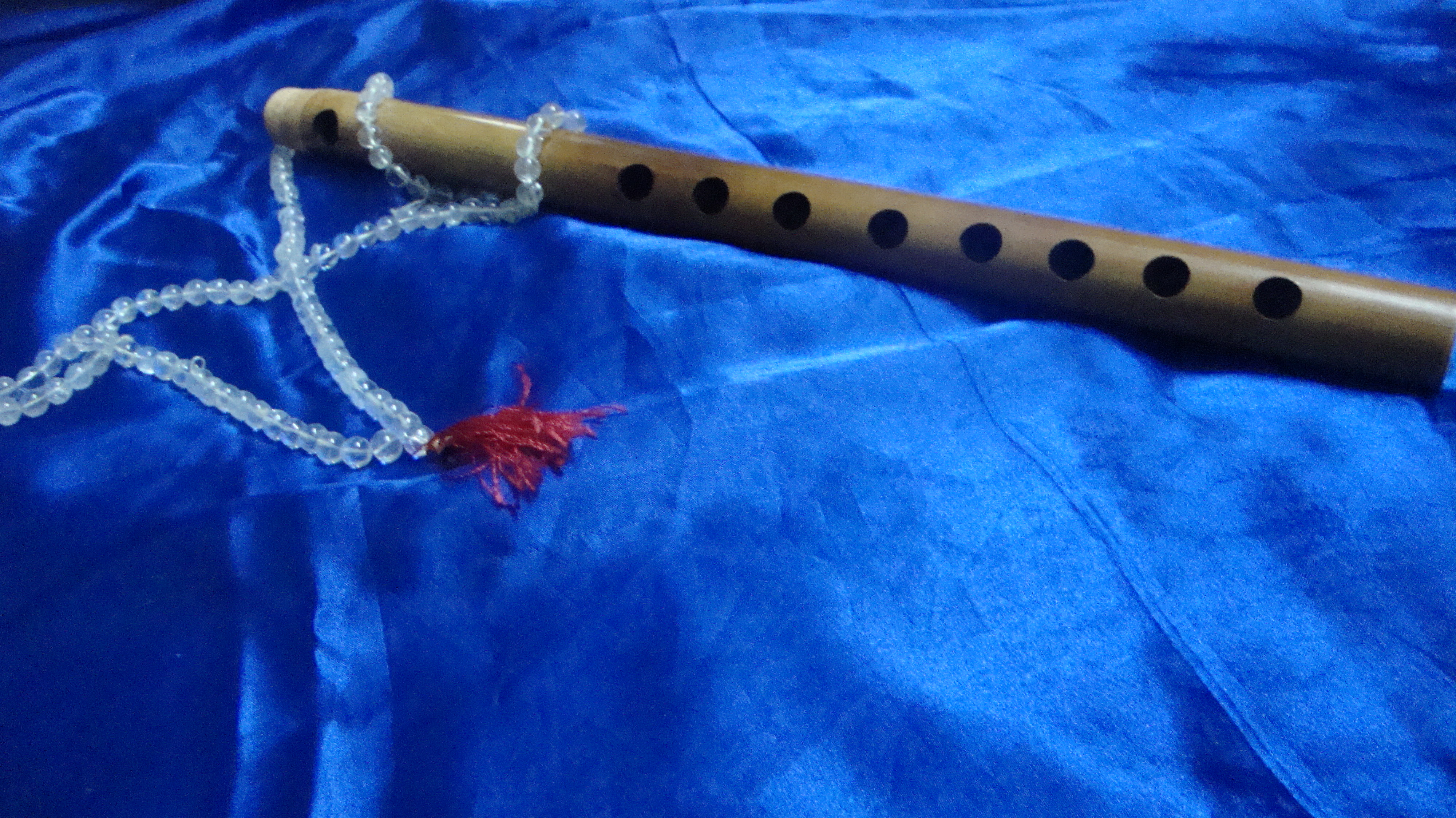
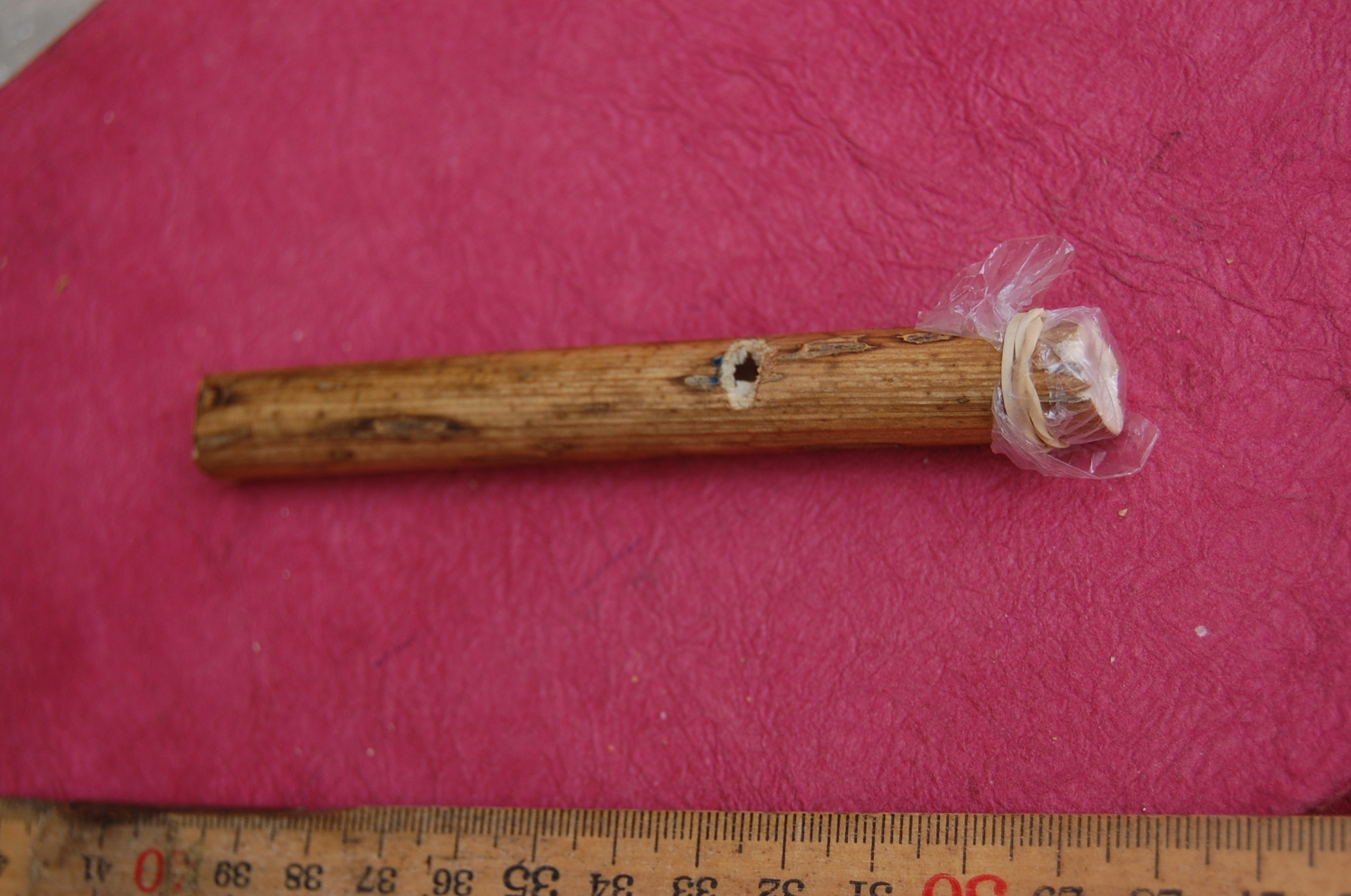